# Heinrich Schweiger
Heinrich Schweiger (23 de julio de 1931 - 14 de julio del 2009) fue un actor austriaco.

## Biografía
Nacido en Viena, Austria, Schweiger se formó en el Seminario Max Reinhardt, debutando en 1947 con Die Wunder-Bar, de Karl Farkas, en el Neuen Schauspielhaus. En 1948 actuó por vez primera en el Theater in der Josefstadt, y el 21 de septiembre de 1949 debutó con Der Hauptmann von Köpenick en el Burgtheater.
En 1956 fue contratado para actuar con el conjunto del Bayerisches Staatsschauspiel de Múnich, y después con el Düsseldorfer Schauspielhaus. A partir de 1961 volvió a actuar en el Burgtheater. Entre otros papeles, interpretó a los personajes principales de Otelo, Ricardo III, Don Carlos y Götz von Berlichingen. Además, fue Puntila en Herr Puntila und sein Knecht Matti, y Doolittle en el musical My Fair Lady.
En el Festival de Salzburgo interpretó durante doce años al diablo o a Mammón. En 1960 actuó en el Festival de Luisenburg en Wunsiedel, encarnando a Titus Feuerfuchs en la obra de Johann Nestroy Der Talisman (dirigida por Gustav Manker). Además de actuaciones especiales en otros escenarios, Schweiger trabajó también como director teatral.
En el cine, Heinrich Schweiger demostró su valía en diferentes producciones. Solía encarnar a personajes de alto rango, como a Napoleón en dos filmes, o al Papa en Die Elixiere des Teufels. Actuó también en comedias musicales como Kinderarzt Dr. Fröhlich (junto a Roy Black), y en cintas más ambiciosas como Trotta. En la serie de películas Der Bockerer, encarnó al líder soviético Novotny.

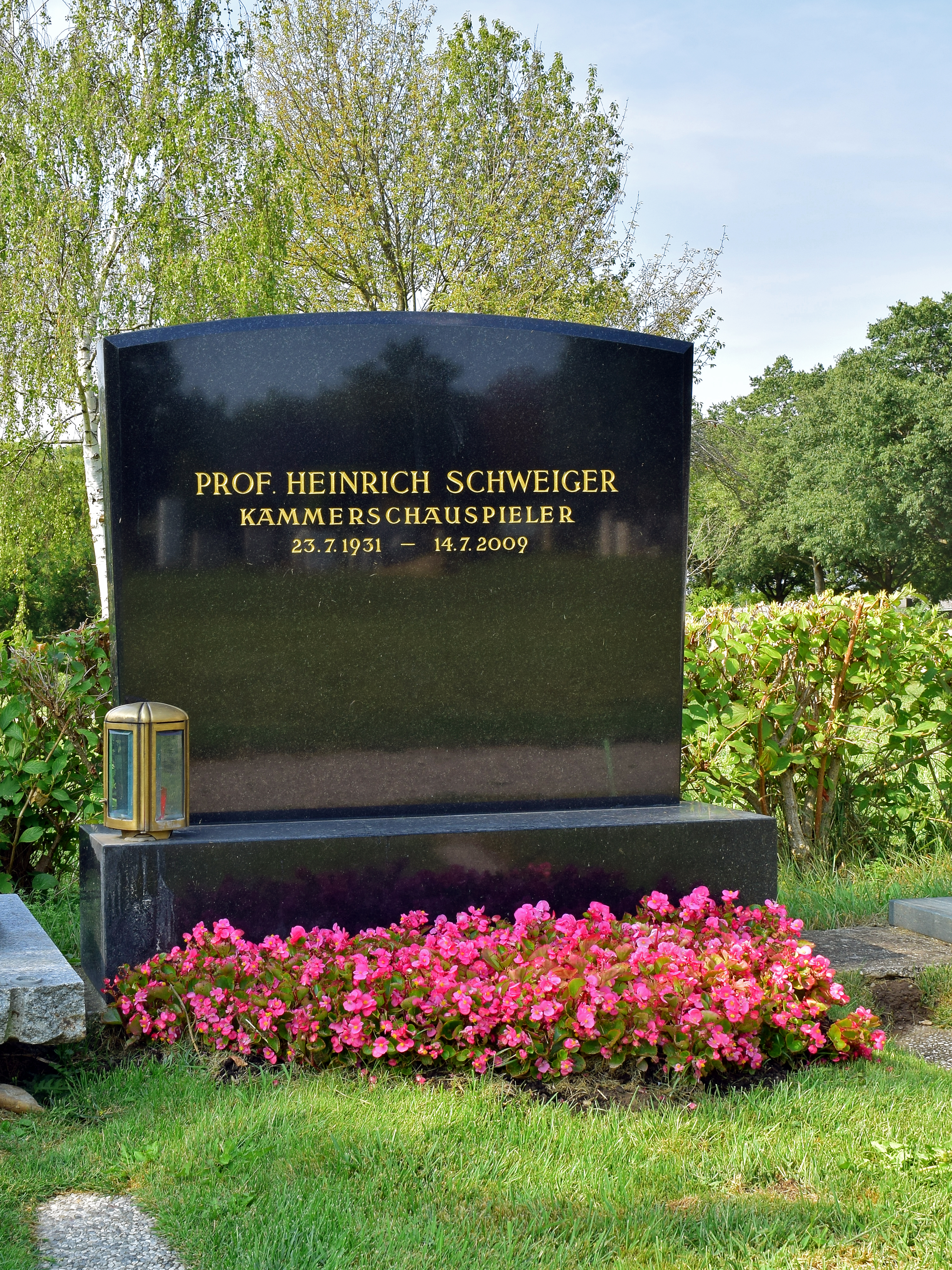
Tumba en el Cementerio central de Viena

Schweiger se casó por tercera vez en 1983, siendo su esposa la periodista y política Ursula Stenzel. De su primer matrimonio con Eva Schweiger tuvo un hijo y una hija, que actuaron junto a su padre en el telefilm Vor Gericht seh’n wir uns wieder (1978, dirigido por Peter Weck).
Heinrich Schweiger falleció en Salzburgo, Austria, en el año 2009, unos días antes de cumplir los 78 años de edad, a causa de las complicaciones aparecidas tras sufrir un accidente cerebrovascular. Fue enterrado el 27 de agosto de 2009 en una tumba dedicada del Cementerio central de Viena (Grupo 40, Nr. 74).

## Premios
Schweiger fue nombrado Kammerschauspieler. En 1967 recibió la Medalla Kainz. Otros premios fueron la Condecoración de las Ciencias y de las Artes de Austria de1ª Clase, la Medalla de Oro de la Capital de Viena, miembro honorario del Burgtheater, y título de Profesor, este último dado en 2003.

## Filmografía (selección)
- 1953 : Komm in die Gondel
- 1953 : Franz Schubert – Ein Leben in zwei Sätzen
- 1954 : Wenn du noch eine Mutter hast
- 1959 : Das schöne Abenteuer
- 1961 : Deutschland – deine Sternchen
- 1961 : Jedermann
- 1962 : Becket oder Die Ehre Gottes (telefilm)
- 1963 : Elf Jahre und ein Tag
- 1964 : Professor Bernhardi (telefilm)
- 1968 : Tragödie auf der Jagd (telefilm)
- 1968 : Frau Wirtin hat auch einen Grafen
- 1969 : Frau Wirtin hat auch eine Nichte
- 1971 : Trotta
- 1971 : À la guerre comme à la guerre
- 1971 : Kinderarzt Dr. Fröhlich
- 1972 : Sie nannten ihn Krambambuli
- 1972 : Meine Tochter – deine Tochter
- 1972 : Der Schrei der schwarzen Wölfe
- 1972–1976 : Die Abenteuer des braven Soldaten Schwejk (serie TV), seis episodios
- 1973 : Blau blüht der Enzian
- 1973 : Crazy – total verrückt
- 1973 : Traumstadt
- 1974 : Zwei im siebenten Himmel
- 1975 : Tatort (serie TV), episodio Urlaubsmord
- 1976 : Bomber & Paganini
- 1976 : Die Elixiere des Teufels
- 1978 : Der Mann im Schilf
- 1979 : Die großen Sebastians (telefilm)
- 1979 : Tatort (serie TV), episodio Der King
- 1980 : Ringstraßenpalais (serie TV)
- 1980 : Georg Friedrich Händels Auferstehung (telefilm)
- 1981 : Jägerschlacht
- 1981 : Der Bockerer
- 1982 : Ein Kleid von Dior (telefilm)
- 1983 : Tatort (serie TV), episodio Blütenträume
- 1986 : Echo Park
- 1986 : Flucht ohne Ende (telefilm)
- 1986 : Erdsegen (telefilm)
- 1987 : Der Madonna-Mann
- 1991 : Die Strauß-Dynastie (miniserie TV)
- 1994 y 2004: Kommissar Rex (serie TV), dos episodios
- 1995: Ein Richter zum Küssen (telefilm)
- 1996 : Der Unfisch
- 1996 : Die Schuld der Liebe
- 1996 : Der Bockerer II – Österreich ist frei
- 2000 : Der Bockerer III – Die Brücke von Andau
- 2001 : Edelweiß (telefilm)
- 2002 : Ein Hund kam in die Küche (telefilm)
- 2003 : Der Bockerer IV – Prager Frühling
- 2006 : Der Winzerkönig (serie TV), episodio Am Scheideweg